# Élection présidentielle pakistanaise de 2013
L'élection présidentielle pakistanaise de 2013 s'est déroulée le 30 juillet 2013. Elle vise à élire un successeur à Asif Ali Zardari élu en septembre 2008 et dont le mandat prend fin. L'élection est marquée par la large victoire de Mamnoon Hussain, candidat de la Ligue musulmane du Pakistan (N) et proche du Premier ministre Nawaz Sharif. Il est élu par plus de 60 % des voix du collège électoral.
L'élection s'inscrit dans une année de transition, suivant les élections législatives du 11 mai 2013 qui ont vu Nawaz Sharif redevenir Premier ministre le 5 juin après la victoire de l'opposition et la défaite du parti au pouvoir, le Parti du peuple pakistanais. Ce dernier a par ailleurs boycotté le scrutin, pour dénoncer une campagne trop courte.

## Contexte

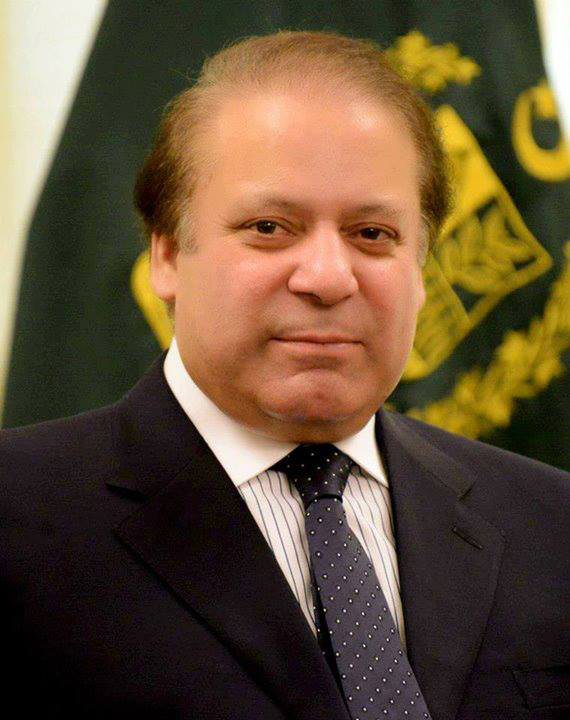
Portait officiel de Nawaz Sharif.

Des élections législatives se sont déroulées au Pakistan le 11 mai 2013 après la fin du mandat de cinq ans reçu par le Parti du peuple pakistanais (PPP) lors des élections de 2008. Elles ont abouti à la victoire du principal parti de l'opposition, la Ligue musulmane du Pakistan (N), qui revient au pouvoir pour la première fois depuis 1999, date à laquelle elle été chassée par le coup d’État du chef de l'armée Pervez Musharraf. Outre la large défaite du PPP, l'élection est marquée par l'émergence du Mouvement du Pakistan pour la justice mené par Imran Khan. Le 5 juin 2013, Nawaz Sharif est investi Premier ministre par l'Assemblée nationale et retrouve ainsi le poste qu'il avait perdu en 1999.
Le président sortant, Asif Ali Zardari, avait été élu par le collège électoral le 6 septembre 2008, à la suite de la démission de Pervez Musharraf. Son mandat a notamment été marqué par une réforme constitutionnelle en 2010 qui redonne au régime politique pakistanais le caractère parlementaire prévu à l'origine dans la Constitution de 1973. Ainsi, le Premier ministre récupère l'essentiel de la réalité du pouvoir quand le président de la république dispose d'un pouvoir plutôt honorifique. À la suite des élections législatives du 11 mai 2013, la Ligue musulmane de Nawaz Sharif dispose ainsi d'une majorité absolue à l'Assemblée nationale et à l'Assemblée provinciale du Pendjab, ce qui lui permet notamment d'obtenir une quasi majorité absolue au sein du collège électoral.

## Système électoral

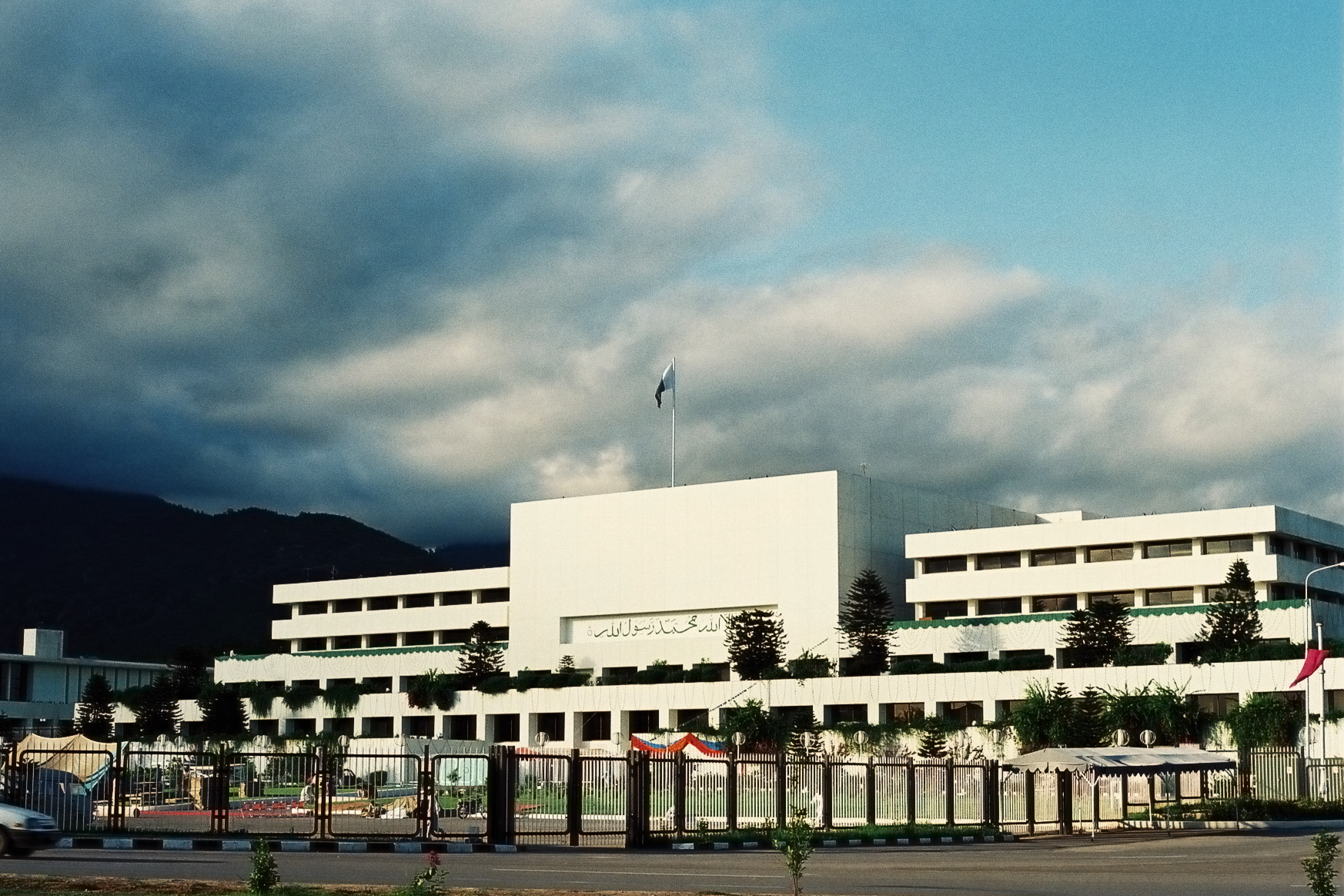
Le Parlement du Pakistan à Islamabad, en 2004.

Le président de la République est élu pour un mandat de cinq ans, renouvelable une fois, par le collège électoral comme prévu dans l'article 41 de la Constitution de 1973. Le collège est constitué des membres du Sénat, de l'Assemblée nationale et des quatre assemblées provinciales. Il est composé de 706 voix, dont les 104 voix du Sénat et les 342 de l'Assemblée nationale. Chaque Assemblée provinciale équivaut ensuite à un calcul à 65 voix, peu importe son nombre de membres. Ainsi chacun des 371 députés de l'Assemblée provinciale du Pendjab équivaut à environ 0,18 voix, alors qu'un député de l'Assemblée provinciale du Baloutchistan pakistanais à une. Chaque province équivalant à une entité autonome, elles sont censées peser à niveau égal.

## Candidats et campagne
Les trois principales forces issues des élections législatives du 11 mai 2013 entrent rapidement en campagne pour l'élection présidentielle. La Ligue musulmane du Pakistan (N) nomine à cette place Mamnoon Hussain, un homme discret et proche du Premier ministre Nawaz Sharif et des milieux d'affaires de Karachi. Sa carrière politique est très peu chargée, puisqu'il a été simplement brièvement gouverneur du Sind en 1999. Le Mouvement du Pakistan pour la justice, émergeant sur la scène politique, choisit pour sa part Wajihuddin Ahmed (en). C'est un ancien juge de la Cour suprême, qui fut un protagoniste du mouvement des avocats et a été arrêté par le pouvoir militaire en 2007. Le Parti du peuple pakistanais choisit lui un homme politique d'envergure, Raza Rabbani, un ancien sénateur et ministre.
L'élection était initialement prévue le 6 août 2013. La Ligue musulmane du Pakistan (N) avait alors demandé à la Commission électorale du Pakistan un report de l'élection au-delà de cette date afin d'éviter la fin du ramadan, durant lequel les élus sont dans les circonscriptions. Face au refus de la Commission, la Ligue saisi la Cour suprême et demande d'avancer la date d'une semaine, ce qu'elle accepte. Par une décision du 22 juillet, l'élection est alors fixée au 30 juillet. Le PPP et Raza Rabbani dénoncent cette décision qui leur laisse un temps de campagne trop court selon eux, et annoncent le boycott du scrutin. Ils sont suivis par quelques partis alliés, comme le Parti national Awami.

## Résultats
Les 1 174 élus du collège électoral qui représentent 706 voix se rendent au vote le 30 juillet à partir de 10 heures du matin. Le scrutin se déroule simultanément au Parlement à Islamabad et dans les quatre assemblées provinciales, à Lahore, Karachi, Peshawar et Quetta. Sans surprise, le candidat du nouveau pouvoir Mamnoon Hussain remporte une large majorité, réunissant au-delà des simples élus de la Ligue musulmane du Pakistan (N). Il rassemble en effet près de 85 % des votes exprimés et 61 % des voix totales du collège. L'abstention est forte étant donné le boycott du Parti du peuple pakistanais. 
| Candidat                     | Candidat              | Parti                                 | Sénat | Assemblée nationale | Pendjab | Sind  | Baloutchistan | Khyber Pakhtunkhwa | Total |
| ---------------------------- | --------------------- | ------------------------------------- | ----- | ------------------- | ------- | ----- | ------------- | ------------------ | ----- |
|                              | Mamnoon Hussain       | Ligue musulmane du Pakistan (N)       | 277   | 277                 | 54,14   | 24,76 | 55            | 21,49              | 432   |
|                              | Wajihuddin Ahmed (en) | Mouvement du Pakistan pour la justice | 34    | 34                  | 4       | 1,9   | 1             | 36,17              | 77    |
|                              | Abstention/vote blanc | -                                     | 135   | 135                 | 6,86    | 38,34 | 9             | 7,34               | 197   |
|                              | Total                 | -                                     | 446   | 446                 | 65      | 65    | 65            | 65                 | 706   |
| Source : The Express Tribune |                       |                                       |       |                     |         |       |               |                    |       |

## Conséquences
L'élection de Mamnoon Hussain est vue comme un renforcement du pouvoir du nouveau Premier ministre Nawaz Sharif, alors qu'il est vu comme un proche et fidèle du chef du gouvernement, et qu'il a par ailleurs une faible envergure politique. Selon l'analyste politique Hasan Askari « Mamnoon Hussain est un poids-léger en politique et c'est la raison pour laquelle Nawaz Sharif l'a choisi pour devenir le prochain président ». Il aurait également été choisi pour ses influences au sein de la province du Sind, dans laquelle la Ligue musulmane du Pakistan (N) est peu présente. Le 8 septembre 2013, il succède officiellement à Asif Ali Zardari qui avait été élu en 2008 et termine son mandat particulièrement impopulaire. Le scrutin est également vu comme une « transition historique » l'année 2013 étant marquée par la première transition démocratique entre deux pouvoirs civils après la fin du mandat prévu de cinq années. 